# Carl Ludwig von Ingersleben
Carl Ludwig von Ingersleben (* 6. April 1709 in Wolmirsleben; † 29. Dezember 1781 in Heiligenbeil) war ein preußischer Generalmajor, Chef des Garnisonsregiments Nr. 11 und Ritter des Ordens Pour le Mérite.

## Leben

### Herkunft
Carl Ludwig war ein Sohn des kurbrandenburgischen Majors im Regiment „von Mörner“, Herr auf Wolmirsleben und Wanzleben Hans Rudolf von Ingersleben († 1717) und dessen Ehefrau Sophie Auguste, geborene Brandt von Lindau.

### Militärkarriere
Ingersleben kam 1726 in das Infanterieregiment „Stille“ und wurde am 24. März 1738 Premierleutnant. Danach kam er zum Füselierregiment „Lehwald“ und wurde dort Hauptmann der Grenadiere. Am 20. Oktober 1756 wurde er Major im Infanterieregiment „Manstein“, das aus bei der Belagerung bei Pirna gefangenen Sachsen aufgestellt wurde. Als das Regiment sich auflöste, kam Ingersleben nach Stettin, wo er das Grenadierbataillon übernahm. Es wurde aus zwei Grenadierkompanien des Garnisonsbataillons in Stettin, einer Kompanie des Landbataillons Tettau und einer Kompanie des Landbataillons Stosch gebildet. Eigentlich haben Landbataillone keine Grenadierkompanien. Der Herzog von Bevern erklärte daher einfach die geeignetsten Männer der Bataillone zu Grenadieren. Die Offiziere für das Grenadierbataillons kamen dabei aus dem ehemaligen sächsischen Regimentern.
Nach dem Frieden von Hubertusburg wurde das Bataillon nicht aufgelöst, sondern ersetzte das Grenadierbataillon „Unruh“. Dieses war bei der Kapitulation von Glatz in Gefangenschaft geraten. Ingersleben wurde 1764 Oberstleutnant und Kommandeur des Füselierregiments „Braun“, 1766 wurde er Oberst. Im Mai 1769 erhielt er das Garnisonsregiment „Mellin“. Im Juni 1777 wurde er zum Generalmajor ernannt.
Ingersleben nahm an den Schlesischen Kriegen teil und kämpfte in den Schlachten von Mollwitz, Chotusitz, Hohenfriedberg, Kesselsdorf, Prag und Reichenbach. Beim Entsatz von Kolberg erwarb er sich den Orden Pour le Mérite.
Er starb 1781 in Heiligenbeil.

### Familie
Seine erste Frau war Elisabeth Catherine von Britzke. Nach seiner Scheidung heiratete er Amalie Luise von Wussow, verwitwete von Witte. Aus den Ehen gingen folgende Kinder hervor:
- Karl Friedrich (1739–1788), Kapitän im Infanterieregiment „von Manteuffel“, Herr auf Lübgust ⚭ Helene Amalie von Glasenapp (1749–1784) verwitwete von Zastrow
- Wilhelm (* 1761)
- Auguste Friedericke Karoline Amalie (* 1762) ⚭ Hans Heinrich Freiherr von Schroetter, preußischer Oberst
- Luise Charlotte Albertine Juliane (1765–1869) ⚭ Ludwig August von Stutterheim, preußischer General der Infanterie
- Auguste Sophie ⚭ Joseph von Biber, preußischer Offizier und Kammerherr
- August Wilhelm (* 1768)